# Großer Preis der Niederlande 1964
Der Große Preis der Niederlande 1964 (offiziell XIII Grote Prijs van Nederland) fand am 24. Mai auf dem Circuit Park Zandvoort in Zandvoort statt und war das zweite Rennen der Automobil-Weltmeisterschaft 1964.

## Berichte

### Hintergrund

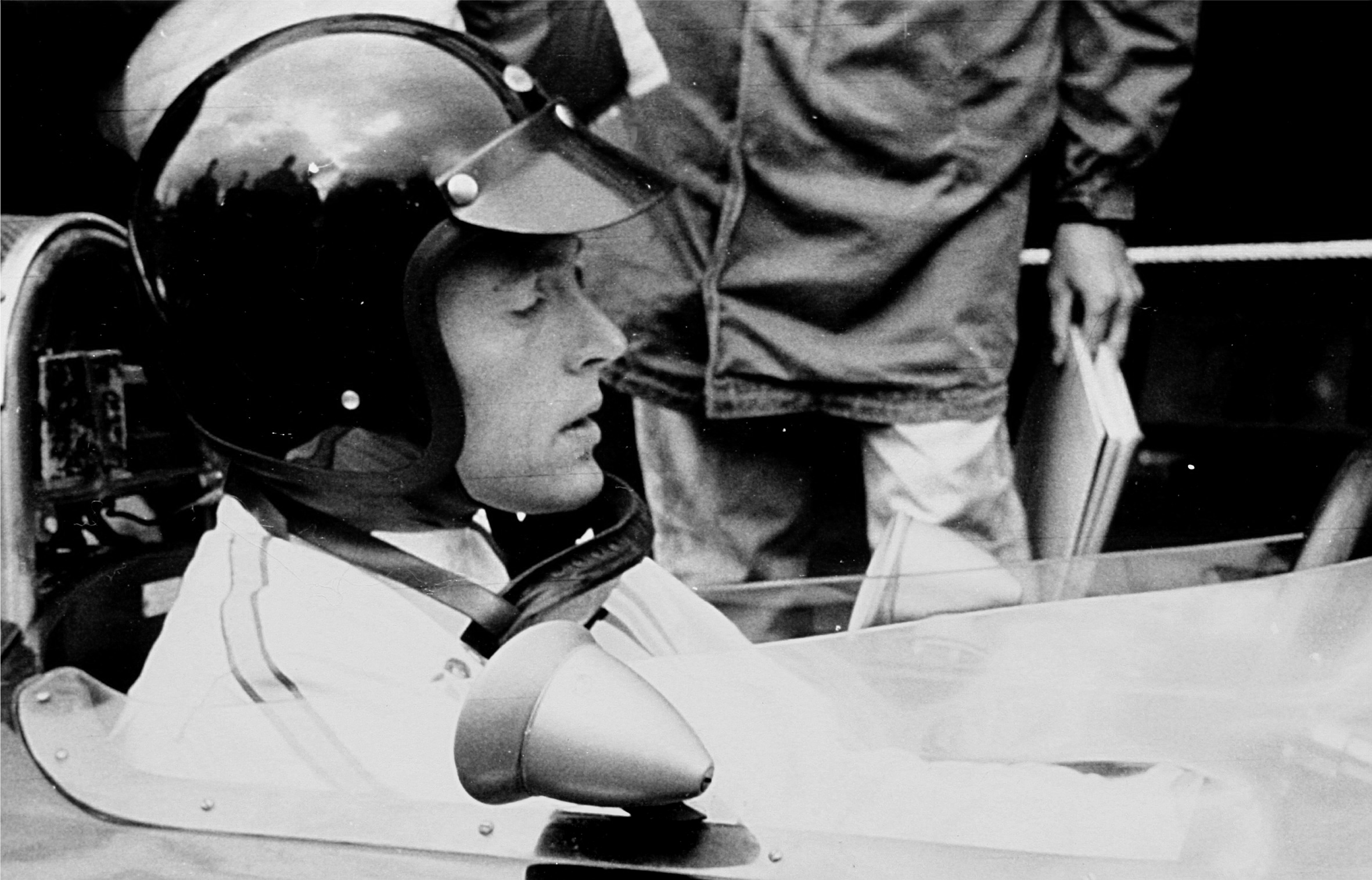
Erste Pole-Position für Brabham durch Dan Gurney

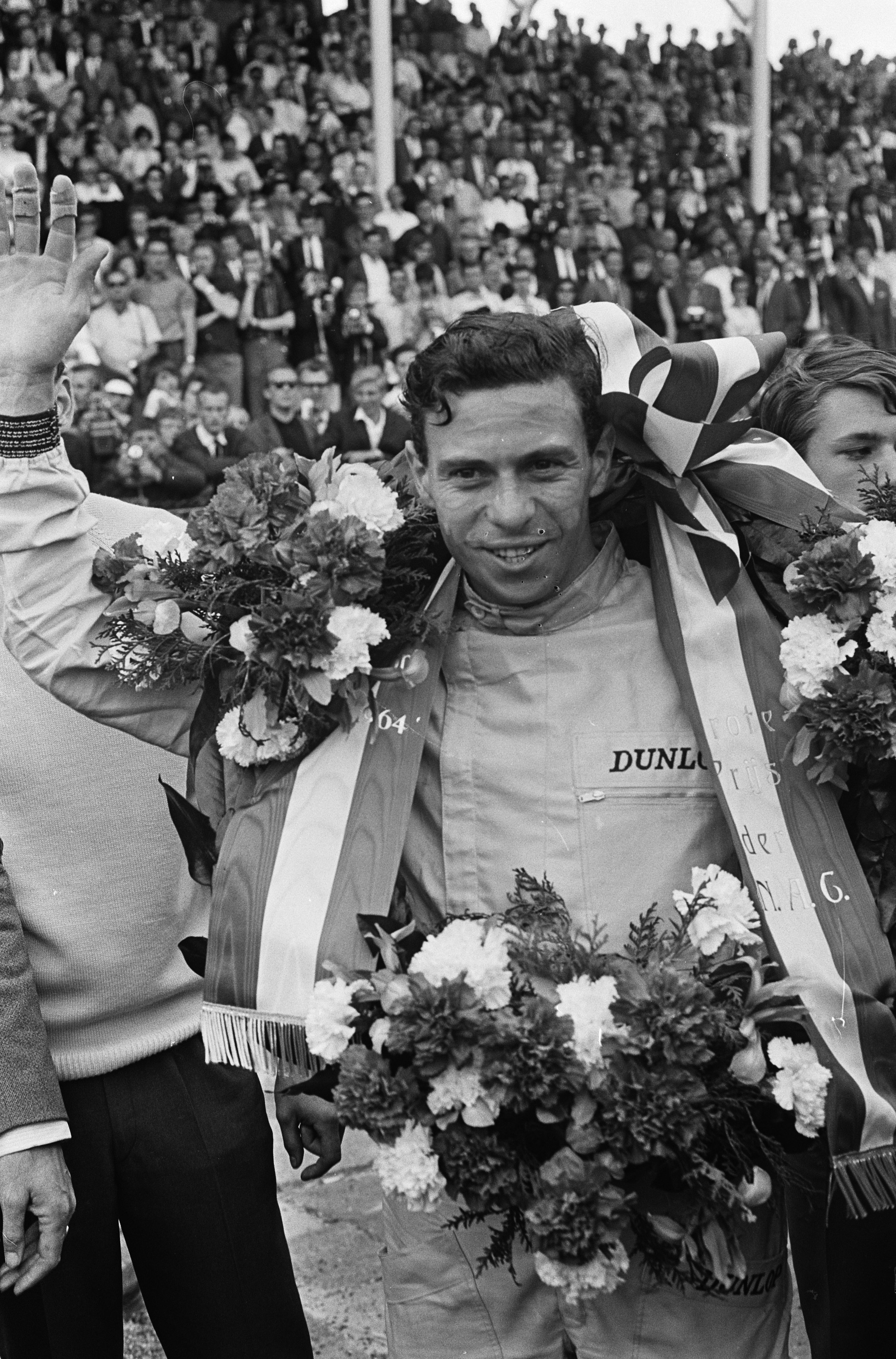
Jim Clark bei der Siegerehrung

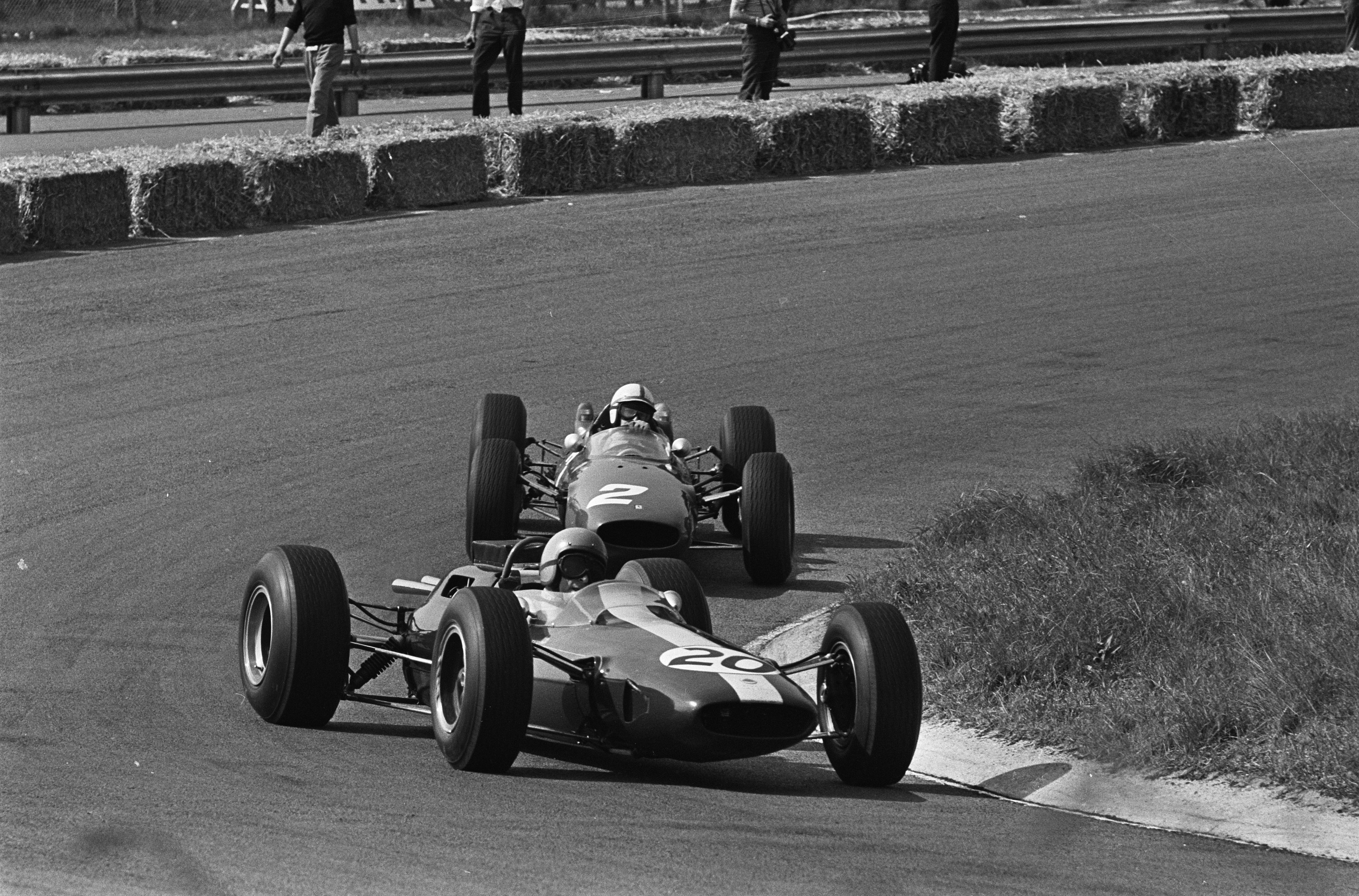
Arundell und Surtees

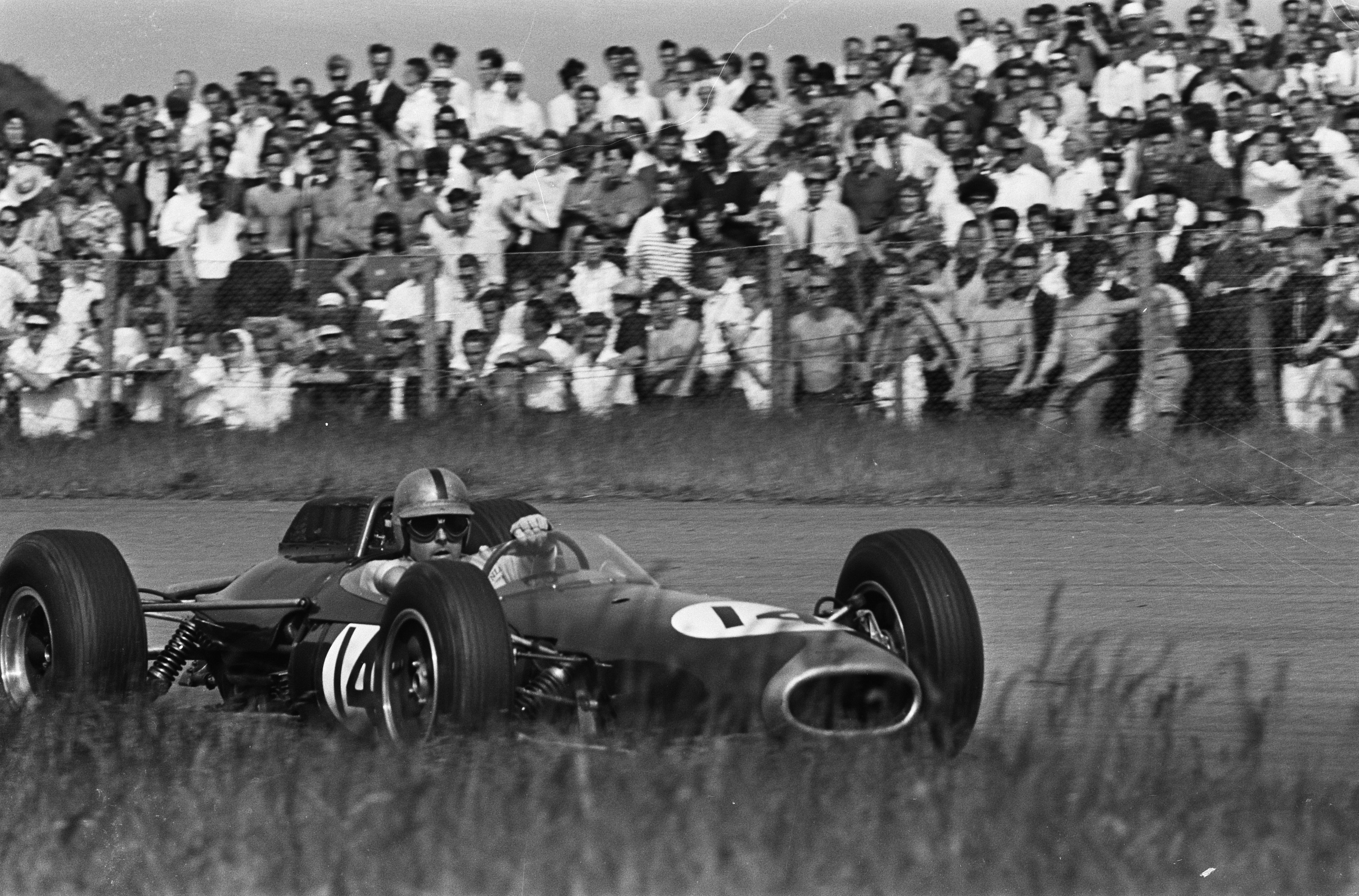
Jack Brabham

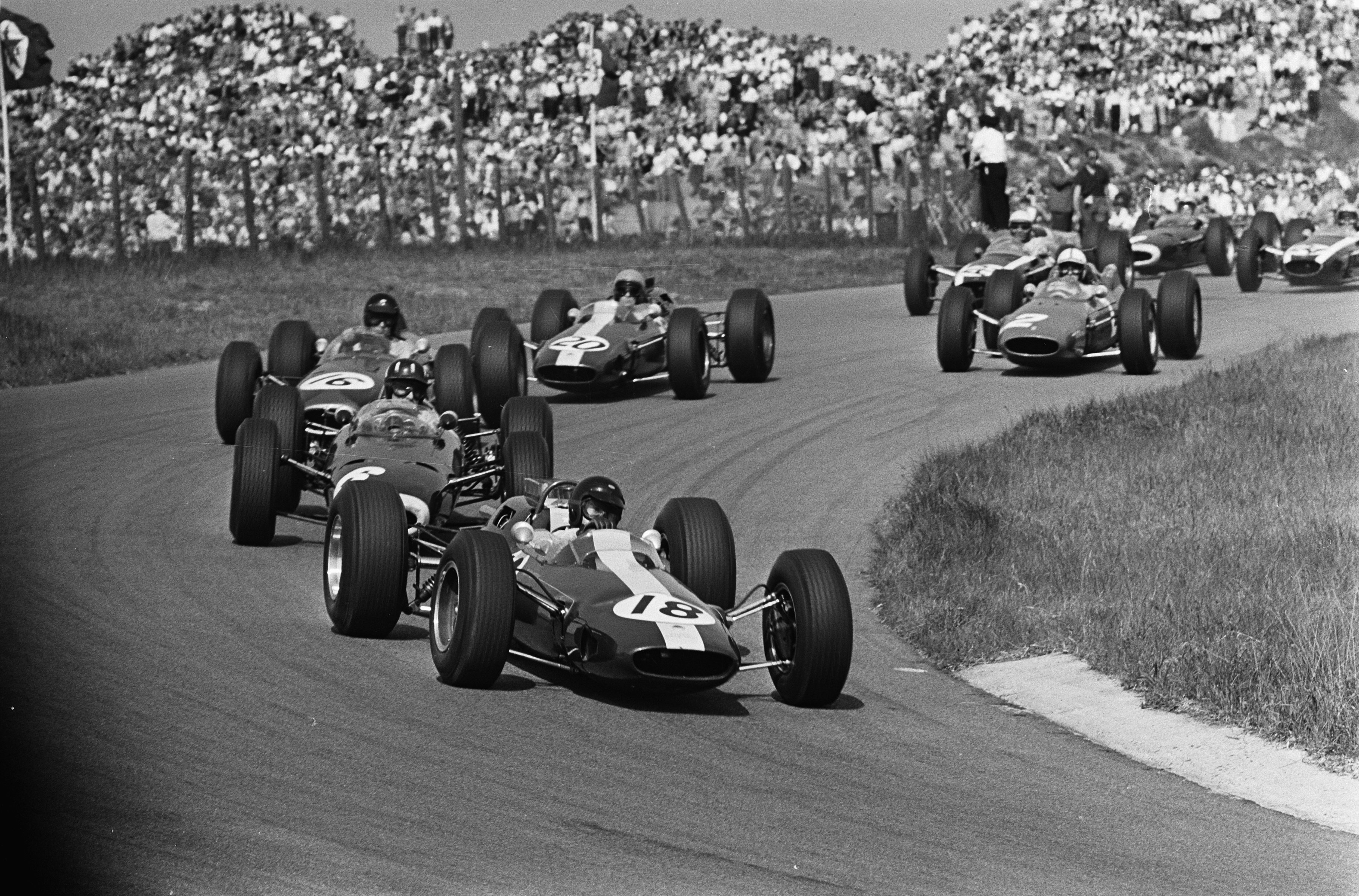
Start des Rennens

Die Veranstalter begrenzten das Starterfeld auf 18 Fahrzeuge, das bis auf British Racing Partnership aus allen Werksteams bestand und von Teams mit Kundenfahrzeugen aufgefüllt wurde. Das Rob Walker Racing Team meldete für Joakim Bonnier einen Cooper T66 und einen Brabham BT11. Bonnier entschied sich für den Brabham und bestritt auch die restliche Saison mit diesem Wagen. Die gleiche Entscheidung trafen zunehmend auch andere Teams und Fahrer, was in den folgenden Jahren zu finanziellen Schwierigkeiten der Cooper Car Company führte, die durch die Konkurrenz von Brabham und Lotus immer weniger Kundenfahrzeuge verkaufte. Auch Bob Anderson und Jo Siffert fuhren bereits den neuen Brabham BT11, allerdings mit unterschiedlichen Motoren. Bonnier und Siffert hatten B.R.M.-Aggregate, Anderson einen Climax-Motor. Die Scuderia Centro Sud meldete zwei BRM P57 für Tony Maggs und Giancarlo Baghetti, die ihr erstes Saisonrennen fuhren. Carel Godin de Beaufort bestritt sein letztes Rennen in der Automobil-Weltmeisterschaft auf seinem privaten Porsche 718. Beim Großen Preis von Deutschland später in der Saison verunglückte er im Training und starb an den Folgen seiner schweren Verletzungen.
Die Werksteams verbesserten weiter ihre Fahrzeuge und testeten verschiedene Weiterentwicklungen in den Trainingssitzungen. Ferrari meldete den zweiten Ferrari 158 für Lorenzo Bandini. Sowohl Bandini als auch John Surtees stand aber auch ein alter Ferrari 156 Aero als Ersatzwagen zur Verfügung. Das Team Lotus brachte verschiedene neue Teile an beiden Fahrzeugen an, die später zusammen für die Entwicklung des Lotus 33 verwendet wurden. An beiden Wagen wurden die Halterungen der Überrollbügel verstärkt, nachdem beim Großen Preis von Monaco der Überrollbügel an Jim Clarks Lotus gebrochen war. Cooper verbesserte die Radaufhängung, um Vibrationen bei stärkeren Bremsmanövern zu verringern.
Mit Bonnier, Jack Brabham, Graham Hill und Clark nahmen vier ehemalige Sieger am Rennen teil, bei den Konstrukteuren waren zuvor Ferrari dreimal, B.R.M. zweimal und Lotus sowie Cooper jeweils einmal erfolgreich. In der Fahrerwertung führte Graham Hill vor Richie Ginther und Arundell, in der Konstrukteurswertung lag B.R.M. vor Lotus und Cooper.

### Training
Die erste Trainingssitzung fand am Freitag statt und dauerte zwei Stunden. Dies war das einzige Training für Jack Brabham, der anschließend in die Vereinigten Staaten flog, um an der Qualifikation des Indianapolis 500 teilzunehmen. Zwei Fahrer nahmen nicht an der ersten Trainingssitzung teil. Beaufort erreichte die Rennstrecke erst später, Sifferts Brabham war noch nicht einsatzfähig. Die schnellste Runde fuhr Dan Gurney auf Brabham, Clark war Zweitschnellster. Beide Fahrer waren mehr als zwei Sekunden schneller als die Pole-Zeit des Vorjahres, was vor allem durch die neuen Reifen und die gesteigerten Motorenleistungen möglich war.
Am Freitagnachmittag gab es zwei weitere Stunden Training. Beaufort war inzwischen eingetroffen und nahm teil. Graham Hill verbesserte sich in der Rangliste auf den dritten Platz, während Clark die schnellste Zeit fuhr, allerdings nicht an Gurneys schnellste Runde aus der ersten Trainingssitzung herankam. Hailwood musste das Training vorzeitig mit einem Getriebeschaden beenden.
Zwei weitere Stunden Trainingszeit standen am Samstagvormittag zur Verfügung. Während die meisten Fahrer ihre Zeiten verbesserten, blieben die ersten drei Positionen unverändert. Maggs beschädigte seinen Wagen bei einem Unfall, blieb aber unverletzt. Durch die Beschädigung konnte er jedoch nicht am Rennen teilnehmen. Gurney erreichte die zweite Pole-Position seiner Karriere, nachdem er zuletzt beim Großen Preis von Deutschland 1962 von Platz eins gestartet war. Für Brabham war es die erste Pole-Position der Teamgeschichte. Nur eine Zehntelsekunde langsamer als Gurney war Clark auf Platz zwei, der eine Zehntelsekunde schneller als der Drittplatzierte Graham Hill war. Surtees wurde Vierter vor McLaren. Somit lagen fünf verschiedene Konstrukteure auf den ersten fünf Plätzen der Startaufstellung. Die Teamkollegen der ersten fünf Fahrer komplettierten die ersten zehn, schnellster dieser Fahrer war Arundell. Brabham, der den Großteil des Trainings verpasst hatte, qualifizierte sich auf Rang sieben. Die Startplätze im hinteren Feld wurden von Fahrern mit Kundenfahrzeugen eingenommen, unter denen Anderson der schnellste war.

### Rennen
Brabham war rechtzeitig aus den USA zurück, um am Grand Prix teilzunehmen. Vor dem Start fand eine Aufwärmrunde statt. Daraufhin positionierten sich die Fahrer in der Startreihenfolge. Wie in den Rennen zuvor rollten die Fahrzeuge eine halbe Minute vor dem Start nach vorn in die eigentliche Startposition auf der Zielgeraden. Clark gewann den Start gegen Graham Hill und Gurney und führte das Rennen nach der ersten Kurve vor diesen beiden Fahrern an. Arundell, Surtees, Phil Hill und McLaren duellierten sich dahinter um den vierten Platz. In den folgenden Runden fielen die beiden Cooper zurück und wurden in einen Dreikampf mit Ginther verwickelt. Surtees überholte Arundell und gehörte zusammen mit Graham Hill und Gurney vor ihm zu den einzigen drei Fahrern, die noch in Sichtweite zu Clark fuhren, der seinen Vorsprung kontinuierlich ausbaute. Nach fünf Runden betrug dieser Vorsprung drei Sekunden, nach Surtees bildete sich ein größerer Abstand zum Verfolgerfeld.
In Runde acht schied Beaufort mit einem Motorschaden aus, Bandini und Siffert fielen mit technischen Problemen zurück. Bandini stellte später nach einer längeren Zeit in der Boxengasse und dem erneuten Versuch den Grand Prix fortzusetzen seinen Ferrari ab, Siffert setzte das Rennen nach einem Reparaturboxenstopp fort und erreichte das Ziel mit 25 Runden Rückstand auf Rang 13. Nach 15 Runden hatte Clark den Vorsprung auf fünf Sekunden ausgebaut. Surtees überholte Gurney, der acht Runden später mit defektem Lenkrad ausschied. Auch sein Teamkollege Brabham erreichte das Ziel nicht. Nach mehreren Überholmanövern im Mittelfeld fiel er in Runde 44 mit defekter Zündung aus. 
Als an beiden B.R.M. Motorenprobleme auftraten, übernahm Surtees Platz zwei von Graham Hill. Zur Hälfte des Rennens betrug Surtees’ Rückstand auf den Führenden eine halbe Minute. Sowohl Graham Hill als auch Ginther kamen nach mehrmaligen kurzfristigen Motorabschaltungen in die Box; das Problem wurde mit kühlendem Wasser behoben. Graham Hill überholte daraufhin Amon und McLaren und verbesserte sich auf Rang vier, doch die fehlerhafte Benzinpumpe machte sich wieder bemerkbar, sodass er den Abstand zu Arundell nicht weiter verringern konnte. Ginther musste einen weiteren Boxenstopp absolvieren, um den Motor ein zweites Mal kühlen zu lassen. Er kam mit 16 Runden Rückstand als Elfter ins Ziel.
Clark gewann das Rennen überlegen mit 53 Sekunden Vorsprung auf Surtees, alle anderen Fahrer überrundete er. Clark fuhr außerdem die schnellste Rennrunde und stellte einen neuen Rundenrekord auf. Es war sein zweiter Sieg in Folge auf dieser Rennstrecke, ein dritter folgte 1965, ein vierter 1967. Arundell wurde wie beim Großen Preis von Monaco Dritter und stand damit in seinem zweiten Rennen zum zweiten Mal auf dem Podium, allerdings zum letzten Mal in seiner Karriere in der Automobil-Weltmeisterschaft. McLaren fiel wenige Runden vor Schluss noch aus den Punkterängen, als er von Amon und Anderson überholt wurde. Für Amon war es die erste Punkteplatzierung, weitere folgten erst drei Jahre später, in der Automobil-Weltmeisterschaft 1967. Auch in der Karriere von Anderson war es der erste Punkt. Phil Hill wurde Achter vor Bonnier und Baghetti.
In der Fahrerwertung führte Graham Hill mit Jim Clark. Beide Fahrer hatten zwölf Punkte sowie jeweils einen Sieg und einen vierten Platz. Auf Rang drei lag Arundell mit acht Punkten. In der Konstrukteurswertung übernahm Lotus die Führung mit dem Vorsprung von einem Punkt auf B.R.M. und sieben Zählern auf Ferrari.

## Meldeliste
| Team                        | Nr. | Fahrer                  | Chassis      | Motor          | Reifen |
| --------------------------- | --- | ----------------------- | ------------ | -------------- | ------ |
| Scuderia Ferrari SpA SEFAC  | 02  | John Surtees            | Ferrari 158  | Ferrari 1.5 V8 | D      |
| Scuderia Ferrari SpA SEFAC  | 04  | Lorenzo Bandini         | Ferrari 158  | Ferrari 1.5 V8 | D      |
| Scuderia Ferrari SpA SEFAC  | 04  | Lorenzo Bandini         | Ferrari 156  | Ferrari 1.5 V6 | D      |
| Owen Racing Organisation    | 06  | Graham Hill             | BRM P261     | BRM 1.5 V8     | D      |
| Owen Racing Organisation    | 08  | Richie Ginther          | BRM P261     | BRM 1.5 V8     | D      |
| Reg Parnell Racing          | 10  | Chris Amon              | Lotus 25     | BRM 1.5 V8     | D      |
| Reg Parnell Racing          | 12  | Mike Hailwood           | Lotus 25     | BRM 1.5 V8     | D      |
| Brabham Racing Organisation | 14  | Jack Brabham            | Brabham BT7  | Climax 1.5 V8  | D      |
| Brabham Racing Organisation | 16  | Dan Gurney              | Brabham BT7  | Climax 1.5 V8  | D      |
| Team Lotus                  | 18  | Jim Clark               | Lotus 25     | Climax 1.5 V8  | D      |
| Team Lotus                  | 20  | Peter Arundell          | Lotus 25     | Climax 1.5 V8  | D      |
| Cooper Car Company          | 22  | Phil Hill               | Cooper T73   | Climax 1.5 V8  | D      |
| Cooper Car Company          | 24  | Bruce McLaren           | Cooper T73   | Climax 1.5 V8  | D      |
| Rob Walker Racing Team      | 26  | Joakim Bonnier          | Brabham BT11 | BRM 1.5 V8     | D      |
| Rob Walker Racing Team      | 26  | Joakim Bonnier          | Cooper T66   | Climax 1.5 V8  | D      |
| Ecurie Maarsbergen          | 28  | Carel Godin de Beaufort | Porsche 718  | Porsche 1.5 B4 | D      |
| Scuderia Centro Sud         | 30  | Tony Maggs              | BRM P57      | BRM 1.5 V8     | D      |
| Scuderia Centro Sud         | 32  | Giancarlo Baghetti      | BRM P57      | BRM 1.5 V8     | D      |
| DW Racing Enterprises       | 34  | Bob Anderson            | Brabham BT11 | Climax 1.5 V8  | D      |
| Siffert Racing Team         | 36  | Joseph Siffert          | Brabham BT11 | BRM 1.5 V8     | D      |

Anmerkungen
1. 1 2  Bandini fuhr beide Fahrzeuge in den Trainingssitzungen, den Ferrari 158 mit der Nummer 4 im Rennen.
2. 1 2  Bonnier fuhr den Brabham mit der Nummer 26 in den Trainingssitzungen und im Rennen.

## Klassifikationen

### Startaufstellung
| Pos. | Fahrer                  | Konstrukteur   | Zeit   | Ø-Geschwindigkeit | Start |
| ---- | ----------------------- | -------------- | ------ | ----------------- | ----- |
| 01   | Dan Gurney              | Brabham-Climax | 1:31,2 | 165,51 km/h       | 01    |
| 02   | Jim Clark               | Lotus-Climax   | 1:31,3 | 165,33 km/h       | 02    |
| 03   | Graham Hill             | B.R.M.         | 1:31,4 | 165,15 km/h       | 03    |
| 04   | John Surtees            | Ferrari        | 1:32,8 | 162,66 km/h       | 04    |
| 05   | Bruce McLaren           | Cooper-Climax  | 1:33,3 | 161,79 km/h       | 05    |
| 06   | Peter Arundell          | Lotus-Climax   | 1:33,5 | 161,44 km/h       | 06    |
| 07   | Jack Brabham            | Brabham-Climax | 1:33,8 | 160,93 km/h       | 07    |
| 08   | Richie Ginther          | B.R.M.         | 1:34,0 | 160,58 km/h       | 08    |
| 09   | Phil Hill               | Cooper-Climax  | 1:34,8 | 159,23 km/h       | 09    |
| 10   | Lorenzo Bandini         | Ferrari        | 1:35,0 | 158,89 km/h       | 10    |
| 11   | Bob Anderson            | Brabham-Climax | 1:35,4 | 158,23 km/h       | 11    |
| 12   | Joakim Bonnier          | Brabham-B.R.M. | 1:35,4 | 158,23 km/h       | 12    |
| 13   | Chris Amon              | Lotus-B.R.M.   | 1:35,9 | 157,40 km/h       | 13    |
| 14   | Mike Hailwood           | Lotus-B.R.M.   | 1:36,1 | 157,07 km/h       | 14    |
| 15   | Tony Maggs              | B.R.M.         | 1:37,0 | 155,62 km/h       | 15    |
| 16   | Giancarlo Baghetti      | B.R.M.         | 1:38,0 | 154,03 km/h       | 16    |
| 17   | Carel Godin de Beaufort | Porsche        | 1:39,9 | 151,10 km/h       | 17    |
| 18   | Joseph Siffert          | Brabham-B.R.M. | 1:44,0 | 145,14 km/h       | 18    |

### Rennen
| Pos. | Fahrer                  | Konstrukteur   | Runden | Stopps | Zeit        | Start | Schnellste Runde |
| ---- | ----------------------- | -------------- | ------ | ------ | ----------- | ----- | ---------------- |
| 01   | Jim Clark               | Lotus-Climax   | 80     | 0      | 2:07:35,4   | 02    | 1:32,8 (06.)     |
| 02   | John Surtees            | Ferrari        | 80     | 0      | + 53,6      | 04    | 1:33,0           |
| 03   | Peter Arundell          | Lotus-Climax   | 79     | 0      | + 1 Runde   | 06    | 1:33,8           |
| 04   | Graham Hill             | B.R.M.         | 79     | 1      | + 1 Runde   | 03    | 1:33,0           |
| 05   | Chris Amon              | Lotus-B.R.M.   | 79     | 0      | + 1 Runde   | 13    | 1:34,4           |
| 06   | Bob Anderson            | Brabham-Climax | 78     | 0      | + 2 Runden  | 11    | 1:34,0           |
| 07   | Bruce McLaren           | Cooper-Climax  | 78     | 0      | + 2 Runden  | 05    | 1:35,2           |
| 08   | Phil Hill               | Cooper-Climax  | 76     | 1      | + 4 Runden  | 09    | 1:35,4           |
| 09   | Joakim Bonnier          | Brabham-B.R.M. | 76     | 1      | + 4 Runden  | 12    | 1:33,4           |
| 10   | Giancarlo Baghetti      | B.R.M.         | 74     | 0      | + 6 Runden  | 16    | 1:39,2           |
| 11   | Richie Ginther          | B.R.M.         | 74     | 2      | + 16 Runden | 08    | 1:35,0           |
| 12   | Mike Hailwood           | Lotus-B.R.M.   | 57     | 0      | + 23 Runden | 14    | 1:33,8           |
| 13   | Joseph Siffert          | Brabham-B.R.M. | 55     | 1      | + 25 Runden | 18    | 1:39,6           |
| –    | Jack Brabham            | Brabham-Climax | 44     | 0      | DNF         | 07    | 1:34,4           |
| –    | Lorenzo Bandini         | Ferrari        | 25     | 1      | DNF         | 10    | 1:37,4           |
| –    | Dan Gurney              | Brabham-Climax | 23     | 0      | DNF         | 01    | 1:33,0           |
| –    | Carel Godin de Beaufort | Porsche        | 8      | 0      | DNF         | 17    | 1:42,4           |
| DNS  | Tony Maggs              | B.R.M.         | –      | –      | –           | –     | –                |

## WM-Stände nach dem Rennen
Die ersten sechs des Rennens bekamen 9, 6, 4, 3, 2, 1 Punkte. Es zählten nur die sechs besten Ergebnisse aus zehn Rennen. In der Konstrukteurswertung zählten dabei nur die Punkte des bestplatzierten Fahrers eines Teams.

### Fahrerwertung
| Pos. | Fahrer         | Konstrukteur   | Punkte |
| ---- | -------------- | -------------- | ------ |
| 01   | Graham Hill    | B.R.M.         | 12     |
| 02   | Jim Clark      | Lotus-Climax   | 12     |
| 03   | Peter Arundell | Lotus-Climax   | 8      |
| 04   | Richie Ginther | B.R.M.         | 6      |
| 05   | John Surtees   | Ferrari        | 6      |
| 06   | Joakim Bonnier | Cooper-Climax  | 2      |
| 07   | Chris Amon     | Lotus-B.R.M.   | 2      |
| 08   | Mike Hailwood  | Lotus-B.R.M.   | 1      |
| 09   | Bob Anderson   | Brabham-Climax | 1      |
| 10   | Bruce McLaren  | Cooper-Climax  | 0      |

| Pos. | Fahrer                  | Konstrukteur   | Punkte |
| ---- | ----------------------- | -------------- | ------ |
| 11   | Joseph Siffert          | Lotus-B.R.M.   | 0      |
| 12   | Phil Hill               | Cooper-Climax  | 0      |
| 13   | Lorenzo Bandini         | Ferrari        | 0      |
| 14   | Giancarlo Baghetti      | B.R.M.         | 0      |
| –    | Dan Gurney              | Brabham-Climax | 0      |
| –    | Maurice Trintignant     | B.R.M.         | 0      |
| –    | Jack Brabham            | Brabham-Climax | 0      |
| –    | Trevor Taylor           | BRP-B.R.M.     | 0      |
| –    | Carel Godin de Beaufort | Porsche        | 0      |

### Konstrukteurswertung
| Pos. | Konstrukteur | Punkte |
| ---- | ------------ | ------ |
| 01   | Lotus-Climax | 13     |
| 02   | B.R.M.       | 12     |
| 03   | Ferrari      | 6      |
| 04   | Lotus-B.R.M. | 3      |

| Pos. | Konstrukteur   | Punkte |
| ---- | -------------- | ------ |
| 05   | Cooper-Climax  | 2      |
| 06   | Brabham-Climax | 0      |
| –    | BRP-B.R.M.     | 0      |
| –    | Porsche        | 0      |